# 卢惎
卢惎（?—786年），幽州范阳县（今河北省涿州市）人，唐朝官员。出自范阳卢氏南祖，贞观年间工部侍郎卢义恭的玄孙。父亲卢子骞，官至颍王府谘议参军，因为卢鸑赠秘书少监。
卢惎少年时以门荫进入仕途，任职以干才器局著称。历任阆州录事参军、监察御史、殿中侍御史、金州刺史。受到宰相杨炎的赏识，被召入朝廷任左司郎中、京兆少尹，迁升京兆尹。
旧唐书说他无术学，善事权要，为政苛躁，被宰相卢杞所恶，指使有司弹劾他，建中三年（782年）三月，以京兆尹贬为抚州长史（一称抚州司马置同正员）。后改饶州刺史。贞元元年（785年）正月，迁福州刺史、福建观察使。贞元二年七月乙未，因病去世。
夫人陇西李氏，岭南节度副使李晅的长女。

## 延伸阅读
[在维基数据编辑]
 《舊唐書·卷126》，出自刘昫《舊唐書》